# Ram Vilas Paswan
Ram Vilas Paswan, né le 5 juillet 1946 à Khagaria (Inde britannique) et mort le 8 octobre 2020 à New Delhi (Inde), est un homme politique indien, ministre des Affaires de la consommation, de l'Alimentation et de la Distribution publique. 
Il est aussi le président du Lok Janshakti Party, huit fois député à la Lok Sabha et sénateur à la Rajya Sabha. 

## Biographie
Ram Vilas Paswan a commencé sa carrière politique en tant que membre du Samyukta Socialist Party et a été élu à la Assemblée Législative du Bihar en 1969. Il a ensuite rejoint Lok Dal lors de sa formation en 1974 et est devenu son secrétaire général. Il s'est opposé à l'état d'urgence indien, et a été arrêté pendant la période. Il est entré dans Lok Sabha en 1977, en tant que membre Janata Party de Hajipur, a été choisi à nouveau en 1980, 1984, 1989, 1996 et 1998.
En 2000, il forme le Lok Janshakti Party (LJP) à la présidence. Par la suite, en 2004, il rejoint le gouvernement United Progressive Alliance et reste ministre au ministère des Produits chimiques et des engrais et ministère de l'Acier. Il remporte les élections de la Lok Sabha en 2004, mais perd les élections de 2009. Après avoir été membre d'un membre de la Rajya Sabha de 2010 à 2014, il est réélu au 16ème Lok Sabha lors de l'élection générale indienne de 2014 Hajipur.